# Christian Plaziat
Christian Plaziat (Lione, 28 ottobre 1963) è un ex multiplista francese, quattro volte medaglia d'oro in competizioni internazionali e detentore del record mondiale dell'eptathlon dal febbraio 1986 al marzo 1993.

## Biografia
Specialista dell'eptathlon indoor, in questa specialità è stato anche campione del mondo. Vanta, comunque, un titolo europeo anche nel decathlon. Vanta anche tre partecipazioni olimpiche, da Seul 1988 (5º posto, miglior risultato ai Giochi) ad Atlanta 1996.

## Palmarès
| Anno | Manifestazione             | Sede       | Evento    | Risultato | Punteggio |
| ---- | -------------------------- | ---------- | --------- | --------- | --------- |
| 1995 | Campionati mondiali indoor | Barcellona | Eptathlon | Oro       | 6246      |
| 1990 | Campionati europei         | Spalato    | Decathlon | Oro       | 8574      |
| 1992 | Campionati europei indoor  | Genova     | Eptathlon | Oro       | 6418      |
| 1994 | Campionati europei indoor  | Parigi     | Eptathlon | Oro       | 6268      |